# Oscar Schwartau
Oscar Schwartau (Sengeløse, 17 mei 2006) is een Deens voetballer die doorgaans speelt als middenvelder. In augustus 2024 verruilde hij Brøndby IF voor Norwich City.

## Clubcarrière
Schwartau speelde in de jeugd van Sengeløse GI, Flønf-Hedehusene en FC Roskilde, voor hij in 2018 in de opleiding van Brøndby IF kwam te spelen. Hier maakte hij zijn debuut op 17 juli 2022. Op die dag werd in de eerste speelronde van het nieuwe Superligaen-seizoen met 1–0 gewonnen van Aarhus GF door een doelpunt van Anis Ben Slimane. Hij mocht in de basis beginnen en werd in de tweede helft naar de kant gehaald. Tijdens zijn derde optreden kwam Schwartau voor het eerst tot scoren, toen hij op 14 augustus 2022 na een treffer van Josip Radošević zorgde voor de beslissende 2–0 tegen Odense BK. Met zijn doelpunt werd hij de jongste doelpuntenmaker in de clubgeschiedenis en na Roony Bardghji de jongste in de geschiedenis van de Superligaen.
Het seizoen 2024/25 begon Schwartau als speler van Brøndby, maar na acht wedstrijden vertrok hij toch. Voor een bedrag van circa tweeënhalf miljoen euro werd hij in augustus 2024 overgenomen door Norwich City. Bij de Engelse club zette de middenvelder zijn handtekening onder een verbintenis voor de duur van vier seizoenen met een optie op een jaar extra. Op de dag van zijn overgang speelde hij niet en in het restant van de jaargang miste de Deen slechts drie wedstrijden. Daardoor kwam hij op veertig competitieoptredens met daarin één doelpunt. Deze viel op 26 december 2024, thuis tegen Millwall. Hij verdubbelde de voorsprong na een goal van Emiliano Marcondes, waarna het door Romain Esse 2–1 werd.

## Clubstatistieken
| Seizoen | Club         | Competitie   | Competitie | Competitie | Beker | Beker | Internationaal | Internationaal | Totaal | Totaal |
| Seizoen | Club         | Competitie   | Wed.       | Dlp.       | Wed.  | Dlp.  | Wed.           | Dlp.           | Wed.   | Dlp.   |
| ------- | ------------ | ------------ | ---------- | ---------- | ----- | ----- | -------------- | -------------- | ------ | ------ |
| 2022/23 | Brøndby IF   | Superligaen  | 18         | 4          | 1     | 0     | 2              | 0              | 21     | 4      |
| 2023/24 | Brøndby IF   | Superligaen  | 14         | 0          | 3     | 1     | —              | —              | 17     | 1      |
| 2024/25 | Brøndby IF   | Superligaen  | 4          | 0          | 0     | 0     | 4              | 1              | 8      | 1      |
| 2024/25 | Norwich City | Championship | 40         | 1          | 2     | 0     | —              | —              | 42     | 1      |
| Totaal  | Totaal       | Totaal       | 76         | 5          | 6     | 1     | 6              | 1              | 88     | 7      |

Bijgewerkt op 13 juni 2025.